# A Ceia em Emaús (Caravaggio)
A Ceia em Emaús é uma das principais pinturas a óleo do artista barroco italiano Caravaggio.

## Descrição
A pintura é também o expoente da técnica por Caravaggio concebida, o tenebrismo, a qual consiste na aplicação de um fundo escuro, muitas vezes completamente negro, e incidência de focos de luz sobre os detalhes e normalmente nos rostos.

## Narrativa
A cena desenrola-se numa modesta casa em Emaús, onde se encontram os discípulos. Reflete o instante no qual Jesus abençoa a refeição, revelando-se aos seus interlocutores e que retribuem com expressões de espanto ou choque. Embora Jesus conste no centro da ação ,alvo da atenção é espanto dos 5 pescadores, Jesus não surge aparentando ser uma divindade, mas sim um conselheiro, como exemplo.